# Liga Nacional de Honduras 1981-82
La temporada 1981-1982 de la Liga Nacional de Fútbol de Honduras fue la decimosexta edición profesional de esta liga. 
El formato del torneo se mantuvo igual que la temporada anterior, con la novedad que ahora estarían 11 equipos y habría 2 descensos. C.D. Vida ganó el título tras derrotar al Atlético Morazán en la final. Ambos equipos se clasificaron para la Copa de Campeones de la Concacaf 1982. Adicionalmente, obtuvieron plazas para la Copa Fraternidad 1982 junto a C.D. Marathón y Real C.D. España.

## Formato
Los diez participantes disputan el campeonato bajo un sistema de liga, es decir, todos contra todos a visita recíproca, con un criterio de puntuación que otorga:
- 2 puntos por victoria
- 1 punto por empate
- 0 puntos por derrota.

Los primeros cinco lugares clasifican a una pentagonal, donde el campeón se define mediante partidos de ida y vuelta entre el ganador de la fase regular y el ganador de la pentagonal.
En caso de concluir con dos equipos empatados para la clasificación, se procedería a un partido de desempate entre ambos conjuntos; de terminar en empate dicho duelo, se nombrará clasificado al equipo que obtuvo mayor diferencia de goles.

## Ascensos y descensos
| Ascendido de la Segunda División 1980-81 |
| ---------------------------------------- |
| Independiente Villela                    |

| Descendido en la Liga Nacional 1980-81 |
| -------------------------------------- |
| No hubo                                |

## Equipos participantes
| Equipo                | Sede           |
| --------------------- | -------------- |
| Atlético Morazán      | Tegucigalpa    |
| Broncos               | Choluteca      |
| Independiente Villela | San Pedro Sula |
| Marathón              | San Pedro Sula |
| Motagua               | Tegucigalpa    |
| Olimpia               | Tegucigalpa    |
| Platense              | Puerto Cortés  |
| Real España           | San Pedro Sula |
| UNAH                  | Tegucigalpa    |
| Victoria              | La Ceiba       |
| Vida                  | La Ceiba       |

## Fase regular
| Pos. | Equipo                | Pts. | PJ | G  | E  | P  | GF | GC | Dif. |
| ---- | --------------------- | ---- | -- | -- | -- | -- | -- | -- | ---- |
| 1.   | Atlético Morazán      | 39   | 30 | 14 | 11 | 5  | 39 | 28 | +11  |
| 2.   | Motagua               | 38   | 30 | 15 | 8  | 7  | 35 | 25 | +10  |
| 3.   | Vida                  | 38   | 30 | 14 | 10 | 6  | 32 | 26 | +6   |
| 4.   | Marathón              | 33   | 30 | 10 | 13 | 7  | 41 | 31 | +10  |
| 5.   | Broncos               | 32   | 30 | 13 | 6  | 11 | 36 | 32 | +4   |
| 6.   | Real España           | 31   | 30 | 10 | 11 | 9  | 38 | 36 | +2   |
| 7.   | Olimpia               | 27   | 30 | 9  | 9  | 12 | 32 | 35 | -3   |
| 8.   | Victoria              | 26   | 30 | 8  | 10 | 12 | 33 | 43 | -10  |
| 9.   | Independiente Villela | 25   | 30 | 6  | 13 | 11 | 34 | 41 | -7   |
| 10.  | UNAH                  | 23   | 30 | 6  | 11 | 13 | 21 | 26 | -5   |
| 11.  | Platense              | 18   | 30 | 4  | 10 | 16 | 26 | 44 | -18  |

|  | Clasifica a la pentagonal, a la final y a la Copa Fraternidad 1982 |
|  | Clasifica a la pentagonal                                          |
|  | Clasifica a la Copa Fraternidad 1982                               |
|  | Desciende a Segunda División                                       |

## Pentagonal
| Pos. | Equipo           | Pts. | PJ | G | E | P | GF | GC | Dif. |
| ---- | ---------------- | ---- | -- | - | - | - | -- | -- | ---- |
| 1.   | Motagua          | 11   | 8  | 4 | 3 | 1 | 14 | 7  | +7   |
| 2.   | Vida             | 11   | 8  | 3 | 5 | 0 | 11 | 7  | +4   |
| 3.   | Marathón         | 9    | 8  | 2 | 5 | 1 | 5  | 5  | 0    |
| 4.   | Broncos          | 6    | 8  | 0 | 6 | 2 | 0  | 1  | -1   |
| 5.   | Atlético Morazán | 3    | 8  | 0 | 3 | 5 | 2  | 12 | -10  |

|  | Partido por la clasificación a la final, a la Copa Fraternidad 1982 y a la Copa de Campeones de la Concacaf 1982 |
|  | Clasifica a la Copa Fraternidad 1982                                                                             |

Desempate
| 18 de octubre de 1981, 15:00 | Motagua | 0:1 (0:1) | Vida        | Estadio Francisco Morazán, San Pedro Sula |  |
|                              |         |           | Mendoza 31' |                                           |  |

## Final
| 25 de octubre de 1981 | Atlético Morazán | 1:3 | Vida                      | Estadio Francisco Morazán, San Pedro Sula                   |                                                             |
|                       | Velásquez        |     | Lacayo · Mendoza · Carías | Asistencia: 9 000 espectadores Árbitro(s): Rodolfo Martínez | Asistencia: 9 000 espectadores Árbitro(s): Rodolfo Martínez |

| 28 de octubre de 1981 | Vida               | 1:0 (0:0) (Global 4:1) | Atlético Morazán | Estadio Ceibeño, La Ceiba                              |                                                        |
|                       | Mendoza 67' (pen.) |                        |                  | Asistencia: 7 625 espectadores Árbitro(s): Jorge Irías | Asistencia: 7 625 espectadores Árbitro(s): Jorge Irías |

|                        |
| Vida Campeón 1° título |